# 白马河 (沂河右岸支流)
白马河，位于中国山东省中南部，是沂河右岸支流，发源于蒙阴县东北部岱崮镇境内的北岭海拔713米的皮虎楼高峰北麓，向北流经沂源县的红旗水库和燕崖乡，最后于大贤山织女洞村北注入沂河。全长24公里。